# Joseph Anthelme Fournier
Joseph Anthelme Fournier (Peyrieu, 15 marzo 1854 – Parigi, 23 giugno 1928) è stato un generale francese.

## Biografia
Nato da Anthelme Marin Fournier e Eugènie Miège, frequentò l'École Polytechnique e in seguito l'École d'application d'artillerie et du engineer nel 1876.
Assegnato al 1° Combat Engineer Regiment fino al 1910.
L'8 novembre salì al grado di brigadiere generale e alla carica di governatore di Piazza di Bizerta.
Sposa il 28 marzo 1889 Louise Chartron con cui ha tre figli, Henri, Pierre e Jeanne.

## Assedio di Maubeuge
Il Generale Fournier è stato nominato Governatore di Maubeuge il 9 febbraio 1914 e riprende il suo incarico il 27 marzo.
La fortezza si trova quindi in uno stato deplorevole e il generale avverte il comando a Parigi dell'impossibilità virtuale per Maubeuge di adempiere al suo ruolo nella difesa del confine previsto in caso di guerra con la Germania.
Dalla fine del mese di luglio 1914 fece eseguire importanti lavori per mettere il perimetro del campo trincerato a Maubeuge in uno stato di difesa.
Arrabbiato dalle sue notizie allarmistiche il Ministro della Guerra l'8 agosto 1914 lo congedó e inviò il generale Pau e il generale Desaleux a ispezionare il luogo.
Il 24 agosto 1914 l'esercito franco-britannico è salito di nuovo a sud di Maubeuge, e il luogo è investito dal 7° Corpo tedesco del generale Hans von Zwehl il 29 agosto.
Il presidio resistette per dieci giorni e il 6 settembre il generale Fournier convoca un consiglio di guerra che conclude che la resistenza non è più possibile e rifiuta la proposta del governatore di continuare la lotta ritirandosi a Fort du Bourdieu.
L'8 settembre, il generale Fournier firma la resa.
Portato davanti a un consiglio di guerra come tutti i governatori che avevano capitolato, fu assolto 18 maggio 1920.
Il generale Fournier muore a Parigi il 23 giugno 1928 ed è sepolto nel cimitero di Batignolles.